# Micropholis garciniifolia
Micropholis garciniifolia är en tvåhjärtbladig växtart som beskrevs av Jean Baptiste Louis Pierre. Micropholis garciniifolia ingår i släktet Micropholis och familjen Sapotaceae. IUCN kategoriserar arten globalt som nära hotad.
Artens utbredningsområde är Puerto Rico. Inga underarter finns listade i Catalogue of Life.